# Мајкл Макуеј Лует
Мајкл Макуеј Лует (енгл. Michael Makuei Lueth) је министар парламентарних послова у Влади Јужног Судана. На позицију је постављен 10. јула 2011. од стране председника државе и премијера Салве Кира Мајардита. Мандат министра је у трајању од пет година. Претходно је обављао исту функцију у Влади Аутономног региона Јужни Судан од 2005. до 2010. године. Члан је Народног покрета за ослобођење Судана. Рођен је 1947. године, а дипломирао је права на Универзитету у Картуму 1975. године. Пре министарског посла бавио се правним пословима и био је једно време судија.